# 040 T PLM 4 DM 1 à 95

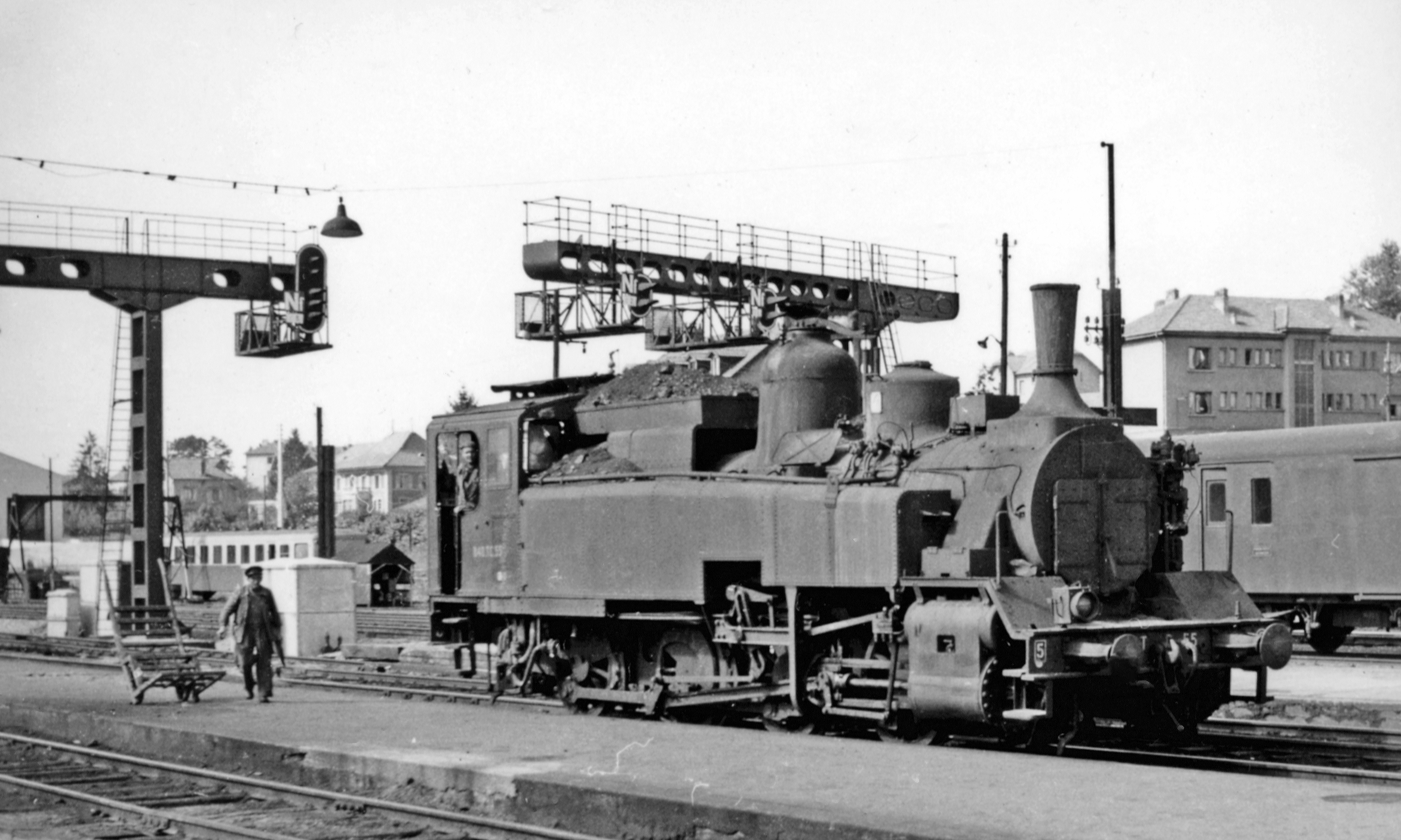
La 040 TC 55 en gare de Besançon en 1958.

Les 040 T PLM 4 DM 1 à 95 sont des locomotives de la Compagnie des chemins de fer de Paris à Lyon et à la Méditerranée affectées aux trains de marchandises.

## Histoire
Ces machines sont issues de la transformation des 031 PLM 3001 à 3140 en locomotive-tender de type 040. Elles seront surnommées "les Coucous du PLM". 
Au 1er janvier 1938, elles deviennent à la SNCF 5-040 TC 1 à 95.
Ces locomotives de manœuvre et de triage furent essentiellement mutées dans les dépôts des Régions  SNCF Sud-Est (Région n°5) et Méditerranée (Région (n°6), Paris, Villeneuve, Besançon, Dijon-Périgny, Lyon-Mouche, Vénissieux, Grenoble, Chambéry, Ambérieu, Annemasse, Badan, Saint-Etienne, Portes-lès-Valence, Nevers, Miramas, Clermont-Ferrand, Alès, Marseille-Blancarde, Narbonne, Nice-Saint-Roch, etc. 
D'une longévité exceptionnelle, les locomotives 040 TC 12 et 040 TC 27 se sont éteintes respectivement en mai et septembre 1965 soit une durée de vie de 86 et 83 ans.
La locomotive 040 TC 90 du dépôt de Grenoble avait été initialement prévue pour figurer en monument sur la place de la gare à Grenoble, elle fut préservée quelques années au dépôt de Chalon-sur-Saône pour être conservée au Musée du Chemin de fer de Mulhouse. Finalement non retenue, elle fut malheureusement démolie sur place en 1972 à Chalon-sur-Saône.

## Caractéristiques
- Pression de la chaudière : 10 bar (1 MPa)
- Surface de grille : 2,29 m2
- Surface de chauffe : 101,71 m2
- Surface de surchauffe : 29 m2
- Diamètre et course des cylindres : 610 et 650 mm
- Diamètre des roues motrices : 1 300 mm
- Poids à vide : 57,4 t
- Poids en ordre de marche : 74 t
- Longueur hors tout :10,326 m
- Vitesse maxi en service : 70 km/h

## Modélisme
Les 5-040 TC ont jadis été reproduites à l'échelle HO par l'artisan Gécomodel sous forme de kit en laiton à monter.
La 5-040 TC 6 a été reproduite à l'échelle O par le fabricant AMJL.